# Elvira Moya de Guerra
Elvira Moya de Guerra Valgañón (Albacete, 19 de febrero de 1947) es una investigadora española y profesora de investigación en el Centro Superior de Investigaciones Científicas (CSIC). Primera catedrática española en Física nuclear Teórica en España, además de primera mujer en Física teórica contratada en el Instituto de Tecnología de Massachusetts (MIT) de Estados Unidos y primera mujer elegida Miembro Directivo del European center for Theoretical Nuclear Physics (ECT).

## Trayectoria
Estudió la carrera de Físicas en la Universidad de Zaragoza (UNIZAR), donde se doctoró en Ciencias Físicas en 1974. Completó su formación y desarrolló su investigación durante cinco años, en el prestigioso Instituto Tecnológico de Massachussets (MIT). Moya es autora de más de dos centenares de publicaciones científicas, ha participado en numerosos proyectos internacionales de investigación y es asesora, editora y evaluadora en revistas especializadas y comités científicos internacionales.
En cuanto a su carrera docente, fue profesora no numeraria en la UNIZAR y en la Universidad Complutense de Madrid (UCM) entre 1969 y 1974. En 1974, fue becada por el GIFT para realizar una estancia posdoctoral de dos años en el Center for Theoretical Physics del Instituto de Tecnología de Massachusetts (MIT). Continuó trabajando como investigadora contratada en el MIT hasta su vuelta a España a finales de 1979, donde ejerció como profesora no numeraria en la Universidad Nacional de Educación a Distancia (UNED) (1979-1980) y en la Universidad Autónoma de Madrid (UAM) entre 1980-1983. 
Moya fue catedrática de dos universidades, primero en la Universidad de Extremadura entre 1983 y 1986, y después en la UCM desde 2005. Y durante casi 20 años ejerció como profesora de Investigación del Centro Superior de Investigaciones Científicas (CSIC) entre 1986 y 2005. Es profesora emérita en la UCM y participa en el programa 'Embajadores de la Ciencia' que trata de potenciar las inquietudes científicas en el alumnado de enseñanza secundaria.
Cuenta con diversos nombramientos relacionados con su campo de investigación. Entre ellos, ha sido miembro del comité científico asesor de FAIR y de FAIR-GSI (Alemania), del Comité Europeo de Colaboración en Física Nuclear (NuPECC) y del Scientific Committee for Experiments at Isolde (CERN), así como de comités de expertos para selección de profesorado en la Universidad de Estocolmo (Suecia). También ha sido consultora del Comité del Nobel de Física y miembro del Consejo de redacción del revista Journal of Physics G: Nuclear and Particle Physics (Reino Unido).
En colaboración con varias científicas, realizó el estudio Mujeres en Ciencia y Tecnologías Físicas en el CSIC sobre la situación de las investigadoras en este ámbito.

## Reconocimientos
En 2005, Moya fue elegida Fellow Member de la Sociedad Estadounidense de Física (APS, por sus siglas en inglés). Cuatro años después, en 2009, fue galardonada con la Medalla de la Real Sociedad Española de Física (RSEF) en reconocimiento a su prestigio y liderazgo dentro de la comunidad científica nacional e internacional, en aspectos diversos dentro del área de la física nuclear, siendo la primera mujer en contar con este galardón desde la creación de estos reconocimientos.
En 2021, fue nombrada Miembro Honorario de la Real Sociedad Española de Física (RSEF).